# صدرالملوک بزرگ‌نیا
صدرالملوک بزرگ‌نیا یا صدرالملوک سهامی (۱۲۹۸–۱۳۹۳) نمایندهٔ ادوار بیست‌ودوم و بیست‌وسوم مجلس شورای ملی  از خواف بود.
صدرالملوک معروف به صدری فرزند امیرحسین، از نوادگان سهام‌الدوله، والی خراسان و نایب‌التولیهٔ آستان قدس رضوی، در ۱۲۹۸ شمسی در مشهد به دنیا آمد. پس از پایان تحصیلات خود و اخذ مدرک دیپلم، در وزارتخانه آبادانی و مسکن به کار مشغول شد و ریاست ادارهٔ مددکاری شهری و امور اجتماعی آن وزارتخانه را برعهده داشت. وی در سال ۱۳۴۶ در مجلس مؤسسان سوم به عنوان نمایندهٔ افتخاری عضویت داشت. وی همچنین  در «جمعیت راه نو» در ایران عضویت داشت. پس از استعفای غلامرضا مبین از مجلس شورای بیست‌ودوم، صدرالملوک بزرگ‌نیا که کارمند وزارت آبادانی و مسکن و مقیم تهران بود در ۸ شهریور ۱۳۴۷ با کسب ۹٬۹۲۵ رأی از مجموع ۱۰٬۰۰۱ رأی به عنوان نمایندهٔ خواف و رشتخوار انتخاب و در دورهٔ بیست‌وسوم نیز با کسب ۹٬۸۴۱ رای از مجموع ۹٬۹۸۴ رأی مجدداً انتخاب شد. او عضو حزب ایران نوین بود.
وی به همراه ایراندخت اقبال، نمایندهٔ گناباد، تنها زنان نماینده از حوزه‌های انتخابیه خراسان در مجلس شورای ملی دورهٔ بیست‌وسوم بودند.
او همسر علی بزرگ‌نیا، نمایندهٔ پنج دورهٔ مجلس شورای ملی، و مادر فاطمه بزرگ‌نیا (۱۳۱۷—۱۳۸۱)، مترجم معلول و از فعالان حقوق معلولان، بود. پس از درگذشت دخترش به جای او عضو هیئت امناء انجمن معلولان ضایعات نخاعی شد. صدرالملوک بزرگ‌نیا در ۱۴ مهر ۱۳۹۳ بر اثر حملهٔ قلبی درگذشت.